# Hector Tubonemi
Hector Tamunoibiton Tubonemi (* 5. září 1988, Port Harcourt) je fotbalový útočník z Nigérie, který od března 2015 hostuje ve slovenském klubu 1. FC Tatran Prešov z FO ŽP ŠPORT Podbrezová.
Po letech strávených na Slovensku mluví plynně slovensky.

## Klubová kariéra
Na Slovensko přišel v roce 2008, a sice do klubu Blava Jaslovské Bohunice. Poté hrál za MFK Dubnica a od roku 2011 za ŠPORT Podbrezová. V sezoně 2012/13 se stal s 19 góly nejlepším kanonýrem slovenské 2. ligy.
V lednu 2014 byl na zkoušce v prvoligovém celku FK Dukla Banská Bystrica, se kterým odjel na soustředění do Prahy. Nakonec strávil jaro 2014 na hostování v FC ŠTK 1914 Šamorín, kde se však příliš neprosadil.

## Úspěchy

### Individuální
- 1× nejlepší střelec 2. slovenské fotbalové ligy: 2012/13 – 19 gólů (v dresu ŠPORT Podbrezová)